# Đẳng hoa lá hẹp
Đẳng hoa lá hẹp (danh pháp: Isachne angustifolia) là một loài thực vật có hoa trong họ Hòa thảo. Loài này được Nash miêu tả khoa học đầu tiên năm 1903.